# Stanislaw Szukalski
Stanisław Szukalski, född 19 maj 1893 i Polanówka, död 13 december 1987, var en polsk skulptör.

## Skulpturer

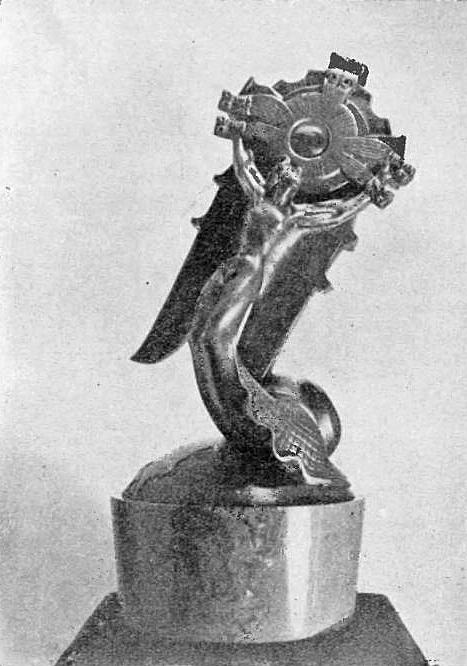
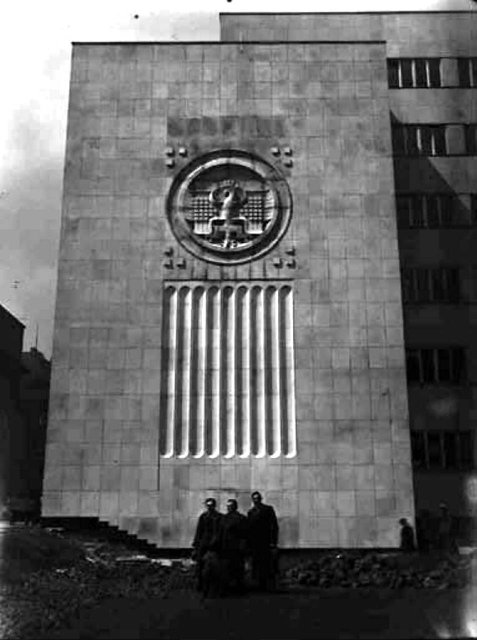